# Hypocysta osyris
Hypocysta osyris är en fjärilsart som beskrevs av Jean Baptiste Boisduval 1832. Hypocysta osyris ingår i släktet Hypocysta och familjen praktfjärilar. Inga underarter finns listade i Catalogue of Life.